# Aleksandr Arefjev
Aleksandr Dimitrijevitsj Arefjev (Russisch: Александр Дмитриевич Арефьев) (3 augustus 1931 - Parijs 5 mei 1978) was een Russisch kunstschilder.
Arefjev volgde een opleiding aan de academie voor de schone kunsten in Leningrad. Op zijn achttiende werd hij echter geschorst vanwege het negeren van de Sovjet richtlijnen met betrekking tot het formalisme. Na deze afwijzing studeerde hij medicijnen in Leningrad waarmee hij in 1953 wederom werd gedwongen te stoppen. Arefjev werd in dat jaar veroordeeld tot drie jaar dwangarbeid in de Sovjetkampen wegens het vervalsen van medische recepten waarmee hij zich wilde voorzien van producten die hij nodig had vanwege zijn verslaving aan medicijnen. 
Aan het einde van de jaren 50 werd hij de leider van een groep die de eerste samenscholing was van non-conformistische kunstenaars in het Sovjet-tijdperk. De groep droeg zijn naam, de Arefjevskigroep. Leden waren onder anderen: Richard Vasmi, Valentin Gromov, Vladimir Sjagin, Sjolom Sjvarts en Valeri Titov.
In 1977 emigreerde hij naar Frankrijk waar hij in 1978 overleed.
- Gemeinsame Normdatei: 128722452
- International Standard Name Identifier: 0000 0000 5545 2400
- Library of Congress Control Number: no00042728
- Nationale Bibliotheek van Tsjechië: jx20050927001
- Système universitaire de documentation: 114042675
- Virtual International Authority File: 72451884
- WorldCat: E39PBJkxF7RvR7mgV7mRXc6kDq